# حشره‌خوار گرین‌وود
 حشره‌خوار گرین‌وود (نام علمی: Crocidura greenwoodi) نام یک گونه پستاندار از خانواده حشره‌خوارهای دندان‌سفید است.این پستاندار بومی کشور سومالی می باشد.زیستگاه طبیعی این جاندار مربوط به مناطق نیمه گرمسیری یا گرمسیری مرطوب با درختان کوتاه٬خشک و بیدرخت ساوانا٬بوته زارهای نیمه گرمسیری یا خشک گرمسیری وزمینهای زراعی میباشد.